# Skitenbena
Skitenbena är en sjö i Svedala kommun i Skåne och ingår i Sege ås huvudavrinningsområde. Sjöns area är 0,005 kvadratkilometer och den befinner sig 59 meter över havet.